# NK Zdenac Brodski Zdenci
Nogometni klub Zdenac Brodski Zdenci hrvatski je nogometni klub iz Brodskih Zdenaca. Trenutačno se natječe u 2. ŽNL Brodsko-posavskoj.